# ورزشگاه آمان
ورزشگاه آمان (به لاتین: Amaan Stadium) یک ورزشگاه در تانزانیا است که در Unguja, Zanzibar City واقع شده‌است.